# (2642) Vésale
(2642) Vésale  est un astéroïde de la ceinture principale découvert le 14 septembre 1961 à l'observatoire royal de Belgique à Uccle par l'astronome belge Sylvain Arend (1902-1992). Sa désignation provisoire était 1961 RA.
Il porte le nom de l'anatomiste et médecin bruxellois André Vésale (1514-1564).